# Hadena albistriga
Hadena albistriga là một loài bướm đêm trong họ Noctuidae.